# Egnatius (poeta)
Egnatius (I w. p.n.e.) – poeta rzymski, który tworzył przed Wergiliuszem. Z jego twórczości zachowało się tylko kilka wersów pochodzących z poematu De rerum natura, cytowanych przez Makrobiusza [Sat. VI 5].